# Skujapelta
Skujapelta, monotipski rod crvenih algi smješten u vlastitu porodicu Skujapeltaceae, dio reda Glaucosphaerales. Jedina je vrsta slatkovodna alga S. nuda.
Porodica je oisana 1867.